# Chano Piñeiro
Luciano Manuel Piñeiro Martínez, més conegut com Chano Piñeiro (Forcarei, Pontevedra; 12 d'octubre de 1954-Vigo, 21 de març de 1995) va ser un director de cinema gallec.
Seguint la tradició familiar, el 1971 ingressà a la Universitat de Santiago de Compostel·la per estudiar farmàcia. El 1977 va rodar el curtmetratge Os paxaros morren no aire, suposadament inspirada en Sempre en Galiza d'Alfonso Daniel Rodríguez Castelao. De formació cinematogràfica autodidacta, va començar a fer els seus treballs en super-8 i esdevingué el principal impulsor del cinema a Galícia i en gallec,
En 1984 va gravar el seu primer curtmetratge en 35 mm, Mamasunción, el retrat d'una anciana que espera pacientment la carta del seu fill emigrat, que el va convertir en una icona del cinema costumista a Galícia i li va fer guanyar multitud de premis i esments a nivell internacional.
En 1989 va realitzar el seu primer i únic llargmetratge, Sempre Xonxa, la primera producció de cinema en llargmetratge totalment en gallec i rodada íntegrament a Galícia, juntament amb Continental, de Xavier Villaverde, i Urxa, de Carlos Piñeiro i Alfredo García Pinal, igual d'importants culturalment, però que van obtenir una mica menys de fama.
Va morir a Vigo a l'edat de 40 anys víctima de la malaltia de Crohn, que havia minvat la seva salut i demacrat el seu aspecte físic. Es va convertir així en un pioner i un símbol de les noves generacions del cinema gallec.

## Filmografia
- Os paxaros morren no aire, 1977, 34 min., Super 8
- Eu, o Tolo, 1978, 110 min., Super 8
- Esperanza, 1986, 30 min., 35 mm
- Mamasunción, 1984, 21 min., 35 mm
- Sempre Xonxa, 1989, 114 min., 35 mm
- O camiño das estrelas, 1993, 34 min., 35 mm

## Premis
- Premi San Martiño de normalització lingüística del Concello da Estrada (1993).[3]
- Medalla de Galícia (1995)[4]
- En honor seu es convocaren els Premis Chano Piñeiro de 2006 a 2009.